# Solokoetxe

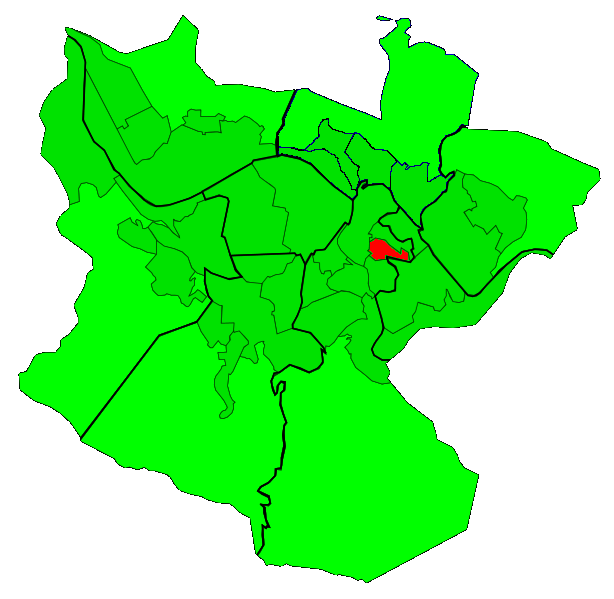
Ubicació de Solokoetxe

Solokoetxe és un barri del districte bilbaí d'Ibaiondo. Té una superfície de 0,11 kilòmetres quadrats i una població de 5.911 habitants (2008).
Limita al nord amb els barris d'Iturrialde, a l'oest amb Zazpikaleak, al sud amb Atxuri i a l'est amb Santutxu. És un barri residencial i amb un urbanisme força dens.